# Peruviani per il Cambiamento
Peruviani per il Cambiamento (in spagnolo: Peruanos Por el Kambio - PPK) è stato un partito politico peruviano di orientamento conservatore fondato nel 2014 su iniziativa dell'ex Presidente del Consiglio Pedro Pablo Kuczynski.
La formazione si è presentata per la prima volta in occasione delle elezioni generali del 2016, ottenendo il 17,1% e 18 seggi alle parlamentari; alle presidenziali Kuczynski è giunto al secondo posto con il 21% dei voti, dietro il 39,9% di Keiko Fujimori.
Dopo la dissoluzione del partito, avvenuta nel 2018, Kuczynski ha fondato un nuovo soggetto politico, Contigo.